# Riham El Hour
Pour les articles homonymes, voir Hour (homonymie).
Riham El Hour, née le 8 mars 1977, est une caricaturiste marocaine. La BBC l'a sélectionnée parmi les 100 femmes inspirantes et influentes,.

## Biographie
Elle a étudié la littérature arabe à la faculté de lettres de Kénitra au Maroc. En 2000, elle a remporté un concours organisé par l’UNESCO pour la protection du patrimoine culturel. Elle publie dans les journaux marocains Al Alam, Al Mintaka, la presse féminine Citadines et Likoli Nissae, et dans le journal de Casablanca Rissalat Al Ouma.